# Маріупольський міський ліцей
Маріупольський міський ліцей  був відкритий у 1996 році рішенням Маріупольської міської ради народних депутатів від 24.04.1996, № 97. Його було створено в результаті об’єднання педагогічного та технічного ліцеїв.
Це державний заклад середньої освіти в Маріуполі. Вважається одним з найкращих навчальних закладів у Донецькій області. У 2002 році ліцей переміг на регіональному конкурсі «Золотий скіф» у номінації «За досягнення у сфері освіти».
Педагогічний колектив ліцею працює над тим, щоб всесторонньо виховувати особистість учнів. Але при цьому наголос робиться на одному з обраних напрямків освіти. Учні отримують якісні і поглиблені знання з обраних предметів, що дає їм можливість достатньо легко скласти вступні іспити до вищих навчальних закладів не тільки України, але й усього світу. Серед випускників ліцею багато тих, хто навчається чи навчався за кордоном. Це стало можливим завдяки високій академічній успішності. Близько 99,9 % випускників вступають до найкращих вищих навчальних закладів України та інших країн.

## Напрямки освіти
Навчання у ліцеї починається з 8 класу і триває до отримання повної середньої освіти. Кількість учнів складає приблизно 450 осіб. Навчальний процес організовано за чотирма основними напрямками:
- Філологічний  (складається з групи іноземних мов (підгрупи з вивчення англійської, німецької та французької мов) та філологічної групи, що поділяється на підгрупи українсько-англійської мови та перекладу, а також українсько-німецької мови та перекладу).
- Суспільно-гуманітарний  (історико-правова та економічна підгрупи).
- Фізико-математичний  (фізико-математична та математична підгрупи).
- Хіміко-біологічний  (хіміко-біологічна група).

## Педагогічний колектив
Директором Маріупольського міського ліцею є:
- Голютяк А. Я. —  учитель англійської мови вищої категорії, учитель — методист;
- Буданова Л. Ф. — заступник директора з навчальної-виховної роботи, вчитель біології;
- Цинкуш І. А. — заступник директора з навчально-методичної роботи, вчитель математики. Лучанінова Н. М. — заступник директора з виховної роботи, вчитель російської мови та літератури.

Навчально-виховну діяльність ведуть 46 працівників, з яких 44 — вчителі, один практичний психолог та один педагог-організатор.
Серед них 29 вчителів мають вищу кваліфікаційну категорію, 9 вчителів — першу кваліфікаційну категорію, 4 вчителі — другу категорію, 4 вчителі — категорію «Спеціаліст».
Крім того, звання «Заслужений вчитель України» мають 2 вчителі, «вчитель-методист» — 9 педагогів, «старший учитель» — 5 учителів, «Відмінник освіти України» — 10 педагогів.

## Міжнародні програми
З початку заснування ліцею керівництво навчального закладу почало працювати над створенням міжнародних зв’язків із іншими країнами. З того часу почалися перші подорожі учнів ліцею за кордон. Зараз щороку учні мають можливість пройти стажування у таких країнах, як Франція, Велика Британія та Німеччина.
Маріупольський міський ліцей зараз бере участь у наступних проектах:
- Проект  «Розвиток двомовної освіти в Україні»  під егідою Посольства Франції та Міністерства освіти і науки України;
- Проект  «Школи: партнери майбутнього»  під егідою Ґете-Інституту (Німеччина) та Міністерства освіти і науки України;
- Проект  «Два міста біля моря: Маріуполь—Віттмунд»  під егідою Ґете-Інституту (Німеччина) та Міністерства освіти і науки України.